# Хан, Хилари
Хилари Хан (англ. Hilary Hahn; род. 27 ноября 1979, Лексингтон, штат Виргиния) — американская скрипачка, трёхкратная обладательница Грэмми.
Начала играть на скрипке незадолго до своего четырёхлетия в школе при Консерватории Пибоди, занималась по методу Судзуки. Затем в 1984—1989 гг. училась у Клары Беркович, украинско-российского педагога, эмигрировавшей из СССР, и в 1990 г. поступила в Кёртисовский институт музыки в класс Яши Бродского.

## Скрипка
Хилари Хан играет на скрипке мастера Жана-Батиста Вийома. Этот  инструмент 1864 года является копией со скрипки Гварнери "Пушка" (Cannone Guarnerius), на которой играл Николо Паганини, и  обладает мощным, необыкновенно чистым и красивым звучанием

## Дискография
- Hilary Hahn Plays Bach (1997)
Хилари Хан, скрипка
- Beethoven Violin Concerto / Bernstein Serenade (1999)
Хилари Хан, скрипка
Балтиморский симфонический оркестр
David Zinman, дирижёр
Grammy Nominee – Best Instrumental Soloist Performance with Orchestra
- Barber & Meyer Violin Concertos (2000)
Хилари Хан, скрипка
Сент-Полский камерный оркестр
Hugh Wolff, дирижёр
- Brahms & Stravinsky Violin Concertos (2001)
Хилари Хан, скрипка
Академия Святого Мартина в полях
Сэр Невилл Марринер, дирижёр
Грэмми за лучшее инструментальное исполнение сольным(и) исполнителем(ми) (с оркестром)
- Mendelssohn & Shostakovich Concertos (2002)
Хилари Хан, скрипка
Филармонический оркестр Осло
Марек Яновский и Hugh Wolff, дирижёры
- Bach Concertos (2003)
Хилари Хан, скрипка
Margaret Batjer, скрипка; Allan Vogel, гобой
Лос-Анджелесский камерный оркестр
Jeffrey Kahane, дирижёр
- The Village Motion Picture Soundtrack (2004)
Hilary Hahn, featured violinist
Музыка Джеймса Ньютона Ховарда
- Elgar: Violin Concerto; Vaughan Williams: The Lark Ascending (2004)
Хилари Хан, скрипка
Лондонский симфонический оркестр
Колин Дэвис, дирижёр
- Mozart: Violin Sonatas K. 301, K. 304, K. 376 & K. 526 (2005)
Хилари Хан, скрипка; Natalie Zhu, фортепьяно
Альбом дебютировал на 7 месте хит-парада Billboard Classical Albums[7]
- «To Russia My Homeland» с альбома Worlds Apart группы …And You Will Know Us by the Trail of Dead (2005)
- Paganini: Violin Concerto No. 1 / Spohr: Violin Concerto No. 8 – Gesangsszene (2006)
Хилари Хан, скрипка
Симфонический оркестр Шведского радио
Эйдзи Оуэ, дирижёр
- «Witch's Web» c альбома So Divided группы …And You Will Know Us by the Trail of Dead (2006)
- Der Kleine Hörsaal – Die Geige mit Hilary Hahn (2007)
Хирали Хан, рассказчик
- «Fork in the Road» и «Blue Part of the Windshield» c альбома Grand Forks Тома Броссо  (2007)
- Schoenberg: Violin Concerto; Sibelius: Violin Concerto (2008)
Хилари Хан, скрипка
Swedish Radio Symphony Orchestra
Эса-Пекка Салонен, дирижёр
Альбом дебютировал на 1 месте Billboard  Classical Albums, проведя на вершине 3 недели (став первым альбомом Шенберга, дебютировавшим на 1 месте)
Грэмми за лучшее инструментальное исполнение сольным(и) исполнителем(ми) (с оркестром)
Альбом был номинирован на Грэмми за лучший классический альбом
Альбом занял 6 место в списке 10 лучших альбомов десятилетия журнала Newsweek[8].
- Bach: Violin & Voice
Хилари Хан, скрипка; Кристина Шефер, сопрано; Matthias Goerne, баритон; Мюнхенский камерный оркестр
- Higdon & Tchaikovsky Violin Concertos (2010)
Хилари Хан, скрипка
Ливерпульский королевский филармонический оркестр
Василий Петренко, дирижёр
- Charles Ives: Four Sonatas (2011)
Хилари Хан, скрипка
Валентина Лисица, фортепьяно
- Silfra (2012)
Хилари Хан, скрипка
Хаушка (aka Фолькер Бертельманн), подготовленное фортепиано
- In 27 Pieces: The Hilary Hahn Encores (2013)
Хилари Хан, скрипка
Cory Smythe, фортепиано